# Eldad ha-Dani
Eldad ben Maḥli ha-Dani (hebreo: אֶלְדָּד בֵּן מַחְלִי הַדַּנִי, lit. 'Eldad hijo de Mahli el Danita')  (fl. c. 851 - c. 900) fue un comerciante, viajero y filólogo judío del siglo IX. Aunque probablemente era originario del sur de Arabia, profesaba ser ciudadano de un «estado judío independiente» en el este de África, habitado por personas que decían ser descendientes de las tribus perdidas de Dan, Asher, Gad y Neftalí. Eldad visitó Babilonia, Kairuán e Iberia, donde difundió extravagantes relatos de las Diez tribus perdidas y halajá que afirmaba haber traído de su país natal.
La narrativa hebrea de Eldad, Sefer Eldad, estableció su reputación como filólogo al que los principales gramáticos y lexicógrafos judíos medievales citaron como una autoridad en dificultades lingüísticas. Sus halajás, que tratan de las leyes de la Shojet, difieren en muchos lugares de las ordenanzas talmúdicas, y se introducen en nombre de Joshua ben Nun, o, según otra versión, de Otoniel Ben Kenaz. Los relatos de Eldad se difundieron pronto y, como es habitual en tales casos, fueron remodelados y ampliados por copistas y editores. Hay numerosas versiones diferentes en varios idiomas.

## Relato de Eldad
La historia de Eldad comienza con él dejando la tierra «al otro lado del río de Kush». Eldad viajó con un hombre de la tribu de Asher. Una gran tormenta destrozó la barca, pero Dios preparó una caja para él y su compañero, en la que flotaron hasta ser arrojados a la orilla entre una tribu etíope caníbal llamada Romrom. El aserita, que estaba gordo, fue comido inmediatamente, mientras que Eldad fue puesto en un pozo para engordar. Poco después, una tribu adoradora del fuego asaltó a los caníbales, y Eldad fue hecho prisionero. Permaneció en cautiverio durante cuatro años. Sus captores lo llevaron a la provincia de Azania (según otra versión, a China). Fue rescatado a un mercader judío de la tribu de Isacar por treinta y dos piezas de oro.
Ahora con la tribu de Isacar, que «vive en paz y con comodidad y no hay distrubios ni mala suerte» bajo el liderazgo de un príncipe llamado Naḥshon, Eldad habitó entre altas montañas cerca de Media y Persia La tribu de Zabulón ocupa la tierra que se extiende desde la provincia de Armenia hasta el río Éufrates. Detrás de las montañas de Paran se encuentra la tribu de Rubén. La paz reina entre estas dos tribus; luchan como aliados y se reparten el botín. Poseen la Biblia, la Mishná, el Talmud y la Hagadá. La tribu de Efraín y la mitad de la tribu de Manasés habitan en las montañas del sur de Arabia, y son muy belicosas. La tribu de Simeón y la otra mitad de la tribu de Manasés están en la tierra de los babilonios. Reciben tributo de veinticinco reinos, y muchos ismaelitas están sometidos a ellos. Afirma que la tribu de Simeón es la más numerosa de todas las tribus La tribu de Dan emigró a la tierra del oro, Havila (Kush), poco después de la separación de Judá e Israel. Las tribus de Neftalí, Gad y Aser se unieron a los danitas más tarde. Tienen un rey llamado Adiel ben Malkiel, un príncipe llamado Elizaphan de la casa de Elihab, y un juez llamado Abdan ben Mishael, que tiene el poder de infligir las cuatro penas capitales prescritas en la Ley. Las cuatro tribus llevan una vida nómada, y están continuamente en guerra con los cinco reyes etíopes vecinos. Cada tribu está en el campo tres meses, y cada guerrero permanece en la silla de montar sin desmontar de un sábado a otro.
Poseen las Escrituras completas, pero no leen el Libro de Ester ni el de las Lamentaciones. Tienen un Talmud en hebreo original, pero no se menciona a ninguno de los maestros talmúdicos. Su ritual se introduce en el nombre de Josué, que lo había recibido de Moisés, quien a su vez había escuchado su contenido del Todopoderoso. Sólo hablan hebreo. (El mismo Eldad afimró no entender una palabra de amárico o árabe.)
En «el otro lado del río de Kush» habita la tribu de Leví, rodeado por el río Sambation. Saca arena y piedras durante los seis días laborables y descansa en el Sabbath. Desde el primer momento del Sabbath hasta el último, el fuego rodea el río, y durante ese tiempo ningún ser humano puede acercarse a menos de media milla a cada lado de él. Las otras cuatro tribus se comunican con los Bnei Moshe desde las orillas del río. Los Bnei Moshe habitan en hermosas casas, y ningún animal impuro se encuentra en su tierra. Su ganado y ovejas, así como sus campos, paren dos veces al año. Ningún niño muere durante la vida de sus padres, que viven para ver una tercera y cuarta generación. No cierran sus casas por la noche, porque no hay robo ni maldad entre ellos. Hablan hebreo, y nunca juran por el nombre de Dios.

## Recepción

### Opiniones contemporáneas
Esta narrativa fantástica fue ampliamente aceptada por sus contemporáneos como verdadera. Sus orígenes se encuentran en la literatura hagádica, de la cual Eldad debe haber tenido un conocimiento muy extenso. Los habitantes de Cairuán estaban preocupados por las diferencias entre su Halajá y las del Talmud, y por algunas de sus extrañas palabras hebreas. Eldad pretendía hablar solo en hebreo, sin embargo, muchas de las palabras de sus cartas se derivan del árabe, lo que sugiere que puede haber entendido también otros idiomas. El gaon Ẓemaḥ ben Hayyim de Sura, cuya opinión habían preguntado, los tranquilizó diciendo que no había nada sorprendente en las cuatro tribus que estaban en desacuerdo con el Talmud en algunos puntos halájicos.
Además, Eldad era conocido por los gaones a través de Isaac ben Mar y R. Simḥah, con quienes el danita se asoció mientras estaba en Babilonia. Hasday ibn Shaprut cita a Eldad en su carta al rey de los jázaros, y los halajot de Eldad fueron utilizados tanto por los rabinos como por los caraítas como armas en defensa de sus respectivos credos. Autoridades talmúdicas como Rashi, Abraham ben David y Abraham ben Moisés ben Maimón citan a Eldad como una autoridad incuestionable; y los lexicógrafos y gramáticos interpretan algunas palabras hebreas de acuerdo con el significado que se les da en la fraseología de Eldad.  Sin embargo, muchos escritores de la Edad Media expresaron dudas sobre la autenticidad de la narración de Eldad y su halajot, más explícitamente Abraham ben Meir ibn Ezra (Comentario a Éxodo II. 22) y Meir de Rothenburg (Responsa, no. 193).

### Opiniones delsigloXIX
Los críticos del siglo XIX estaban divididos en sus opiniones sobre Eldad. Simhah Pinsker, Heinrich Graetz y Adolf Neubauer vieron en él a un misionero caraíta que trataba de desacreditar al Talmud a través de su declaración de que las cuatro tribus no conocían los nombres de los Tanaim y Amoraim, y que sus halajot eran diferentes de los del Talmud. Esta opinión fue refutada por Moisés Schorr y Adolf Jellinek, que observaron que las halajot de Eldad contenían reglas de shojet no aceptadas por los caraítas. P. F. Frankl consideraba a Eldad como un mero charlatán cuyos dichos y actos no merecen atención. Jacob Reifmann negó rotundamente la existencia de Eldad, y consideró que las cartas de la comunidad de Cairuány de Ẓemaḥ ben Ḥayyim de Sura eran falsas.
Metz fue el primero en analizar el contenido del libro de Eldad a la luz de los informes de otros viajeros. Abraham Epstein siguió el método de Metz, y llegó a la conclusión de que el libro de Eldad es como una novela histórica en la que la verdad se mezcla con la ficción. Según Epstein, las halajot y las leyes descritas por Eldad son genuinas, y se usaban entre los compatriotas de Eldad, ya sea en una provincia de África oriental o en Yemen, donde los judíos de entonces sabían hebreo pero no el Talmud. Eldad no pudo ser un nativo de Etiopía, el país de los Beta Israel, ya que allí sólo se habla Ge'ez, y no aparece ningún rastro de esta lengua en el hebreo de Eldad. Hay, sin embargo, algunos rastros de árabe, que Eldad debe haber conocido, aunque él afirmó lo contrario.
Los autores posteriores han hecho la conexión entre los nombres judíos que Eldad mencionó en sus viajes a un códice publicado a mediados del siglo XX. El relato de Eldad incluye nombres muy bíblicos para la gente de su tribu, como Uzziel, Adiel y Abdon, e incluso el suyo propio. Estos nombres no parecen aparecer en la literatura post-bíblica, apoyando la afirmación de que Eldad era, de hecho, un charlatán. Sin embargo, estos nombres y sus equivalentes aparecen en el códice Chinese Jews de W. C. White, que conecta a los judíos de China con los de Persia.

## Relación con las cartas del Preste Juan
La influencia de la narración de Eldad se extendió más allá de los círculos judíos y algunas fuentes la vinculan a las cartas del Preste Juan[16]. Tal vez con la intención de refutar la afirmación de Eldad de la existencia de estados judíos independientes -una afirmación contraria a las enseñanzas de la Iglesia católica- el presunto escritor cristiano afirmó ser un sacerdote (Preste Juan) que gobernó el gran reino de Etiopía. Según las cartas, los súbditos del Preste Juan incluían algunas tribus judías, como los Bnei Moshe que habitaban más allá del río Sambation.

## Ediciones
Los viajes de Eldad se han publicado a partir de las diversas versiones existentes: Mantua (1480); Constantinopla (1516, 1519); Venecia (1544, 1605, 1648); Fürth, con una traducción al yidis de S. H. Weil (1769); Zolkiev (1772); Jessnitz (1772); Leghorn (1828); y Presburgo (1891). La narración de Eldad fue traducida al latín por Gilbert Génébrard (París, 1584), y también, anónimamente, al árabe (San Petersburgo MSS. nos. 674, 703) y al alemán (Dessau, 1700; Jessnitz, 1723). Se puede encontrar una traducción al inglés en Elkan Adler's Jewish Travellers in the Middle Ages: 19 Firsthand Accounts (1930, reimpr. 1987).